# バルタザール・ド・ボージョワイユー

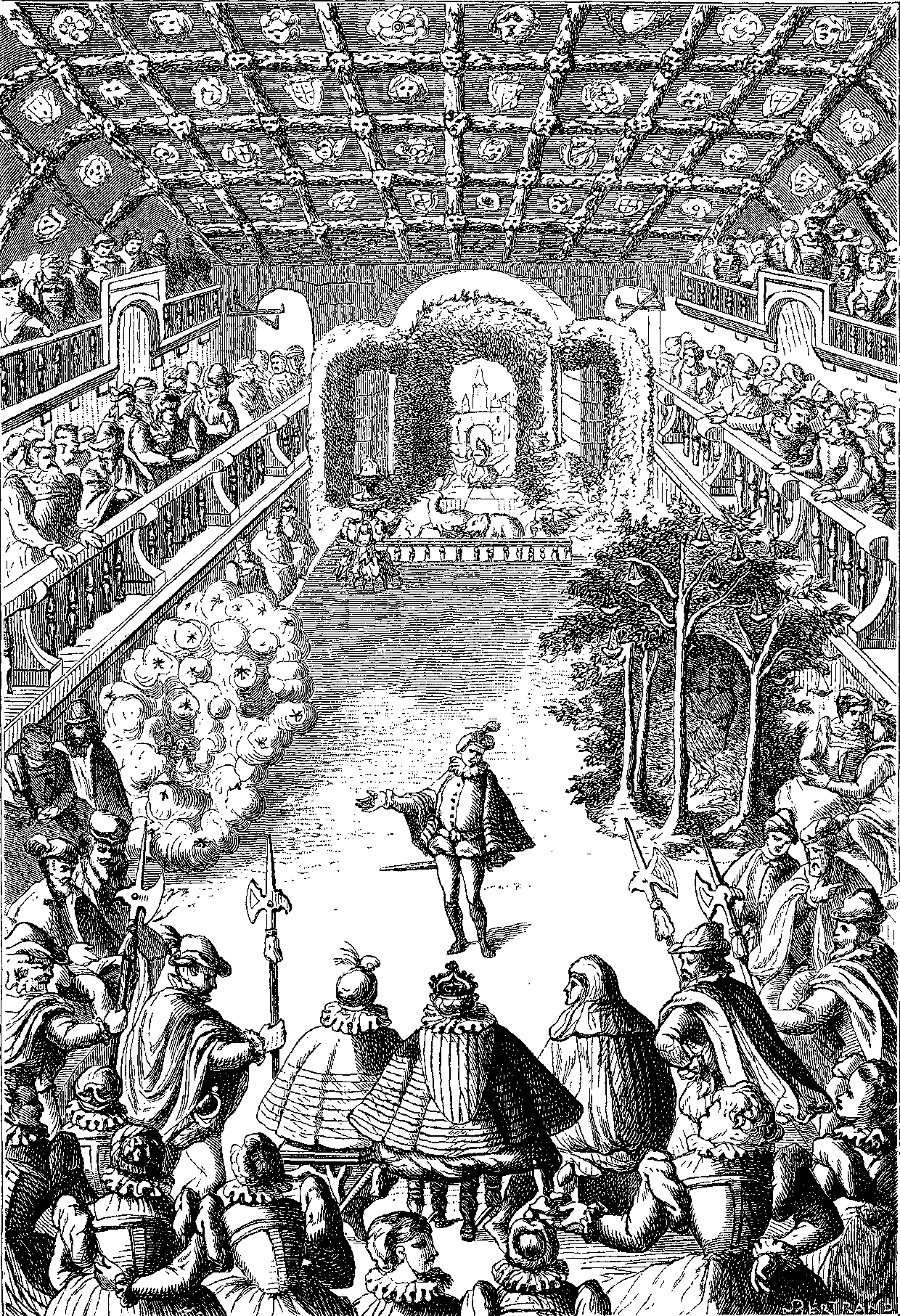
『王妃のバレエ・コミック』の一場面。

バルタザール・ド・ボージョワイユー（Balthasar de Beaujoyeulx、またはBalthasar de Beaujoyeux、16世紀初頭 - 1587年頃）は、イタリア出身のヴァイオリニスト、作曲家、振付家、演出家である。フランス王妃カトリーヌ・ド・メディシスに仕え、最初の宮廷バレエ（バレ・ド・クール）と評価される『王妃のバレエ・コミック』などを振り付けたことなどで舞踊史に名を遺した。 

## 生涯
本名をバルタザーレ・デ・ベルジオジョーゾ（Baldassare de Belgiojoso）といい、16世紀初頭（一説では1535年）にイタリアのピエモンテ地方で生まれた。彼は卓越したヴァイオリンの名手として知られていた。同時代の歴史家、著作家として知られるピエール・ブラントーム（en:Pierre de Bourdeille, seigneur de Brantôme、1540年頃 - 1614年7月15日）は、「キリスト教国における最も優れたヴァイオリニスト」という評価を与えている。ボージョワイユーはフランス王アンリ2世王妃カトリーヌ・ド・メディシスに仕えるため、1555年にフィレンツェから派遣された楽団の一員となってパリに出た。彼は王妃の2人の子の音楽教師となり、宮廷内での趣向を凝らした催し物の制作に手腕を発揮した。1567年、王太后となったカトリーヌはボージョワイユーに宮廷の音楽監督と首席従者の地位を与え、国王シャルル9世は宮廷主催の催し物の演出者に任じている。
ボージョワイユーは1573年に開催された仮面舞踏会『楽園の守り』（Défense du paradis）の制作に関わり、1573年には『ポーランド外交使節たちのバレエ』（Ballet aux ambassadeurs polonais）を振り付けた。『ポーランド外交使節たちのバレエ』は、カトリーヌの息子のアンジュー公アンリ（後にヴァロア朝最後のフランス国王アンリ3世として即位する）にポーランド王位を提供するためにフランスを訪問した使節団を歓待する目的で開催された催し物で、最初に「バレエ」と銘打った作品とされる。
ボージョワイユーの名を後世に残したのは、1581年10月15日に上演された『王妃のバレエ・コミック』である。時のフランス国王アンリ3世の寵臣だったジョワイユーズ公アン・ド・ジョワイユーズ（en:Anne de Joyeuse、1560年または1561年 - 1587年10月20日）とメルクール公爵ニコラの娘で王妃ルイーズの妹でもあるマルグリット（Marguerite de Lorraine、1564年 - 1625年）の結婚を祝して開催されたこの宮廷バレエは、詩の朗唱、器楽と歌（合唱・独唱）と舞踊、演劇、そして機械仕掛けによるからくりなどからなる大がかりな催し物だった。ホメーロスの叙事詩『オデュッセイア』から魔女シルセと英雄ユリシーズに関するエピソードに題材を求めたもので、ボージョワイユーは台本、振付、舞台の進行管理と総合演出を手掛けた。16世紀には、現代に至るまでの劇場の定番である額縁舞台がまだ導入されておらず、このような催し物は前から見るものではなく高い場所から見下ろすものであった。そのため、『王妃のバレエ・コミック』は、ルーブル宮殿のブルボン大広間を会場にして、多数の踊り手たち（この作品の出演者は職業的な踊り手や俳優などではなく、廷臣たちやルイーズ王妃を含む貴婦人たちがそれぞれの役に扮していた）が大広間にマスゲームのように規則正しくさまざまな形の幾何学模様を描き出し、壇上から見下ろす1万人余の観客たちを楽しませた。この作品の上演は夜の10時に始まり、終演は翌日の午前3時と延々5時間半にも及んだ。制作には100万エキュもの費用がかかったが大成功を収めることとなった。作品に出演しなかった廷臣たちによって挿絵入りの豪華本が制作され、翌年刊行された。この本により、内容などの詳細な記録が後世までとどめられ、評判はフランス国外にまで知れ渡った。ボージョワイユーは本の前書きで、舞踊、音楽、歌唱や詩の朗唱、そして機械仕掛けを駆使した舞台装置の効果などを総合した「諸芸術の融合」の理念を打ち出した。そして彼は、この作品が上げた成果に満足したことも書き残している。
『王妃のバレエ・コミック』が成功を収めた後、フランスの宮廷バレエは隆盛を極め、16世紀の末から17世紀の初めに至る20年の間に、約800作にも上るバレエ作品がフランスの宮廷で上演されている。この宮廷バレエの隆盛は、やがて自身もバレエを愛し、踊り手としても舞台に立っていた太陽王ルイ14世による王立舞踊アカデミーの設立（1661年）に繋がっていった。ボージョワイユーは、『王妃のバレエ・コミック』上演から3年後の1584年にフランス宮廷を辞した。その後1587年頃にパリで死去したと推定されているが、正確な没年月日は不明である。 